# Sabrina Krause
Sabrina Krause (* 18. Dezember 1998 in Offenburg) ist eine deutsche Volleyballspielerin.

## Karriere
Krause begann ihre sportliche Laufbahn gemeinsam mit ihren älteren Schwestern Kirstin und Katharina in verschiedenen Jugendmannschaften des VC Offenburg. 2010 zog sie – ebenfalls mit ihren Schwestern – nach Schwerin, um am dortigen Sportgymnasium Schwerin ihre Schulzeit zu beenden und in der Nachwuchsmannschaft VC Olympia Schwerin in der 2. Bundesliga Nord zu spielen. Zur Saison 2015/16 erhielt sie einen Profivertrag für die erste Mannschaft des Schweriner SC und war im Mittelblock Ergänzungsspielerin. Mit dem Schweriner SC erreichte sie das Playoff-Halbfinale der Bundesliga, das gegen Allianz MTV Stuttgart verloren ging, und ebenfalls das Halbfinale im CEV-Pokal. In der Saison 2016/17 spielte sie mit einem Doppelspielrecht auch für den VC Olympia Berlin. Mit dem Schweriner SC wurde sie 2017 und 2018 deutsche Meisterin und gewann den VBL-Supercup. Seit 2018 spielt Krause beim Ligakonkurrenten Schwarz-Weiss Erfurt.
Krause war auch für die deutsche Juniorinnen-Nationalmannschaft aktiv. In der Altersklasse U18 erreichte sie 2015 sechste Plätze bei der Europameisterschaft und der Weltmeisterschaft. Bei der U19-EM 2016 belegte sie mit Deutschland den siebten Rang.